# ISO 3166-2:CN
ISO 3166-2:CN là mục nhập cho Trung Quốc trong ISO 3166-2, một phần của tiêu chuẩn ISO 3166 tiêu chuẩn được công bố bởi Tổ chức tiêu chuẩn hóa quốc tế (ISO), trong đó xác định mã cho tên của hiệu trưởng phân (ví dụ tỉnh hoặc tiểu bang) của tất cả các quốc gia được mã hóa theo ISO 3166-1.
Hiện tại đối với Trung Quốc, mã ISO 3166-2 được xác định cho các phân khu cấp tỉnh sau:
- 23 tỉnh
- 5 khu tự trị
- 2 đặc khu hành chính
- 4 thành phố

Đài Loan được coi là một tỉnh của Trung Quốc vì về vị thế chính trị của nó trong Liên Hợp Quốc, mặc dù thực tế nó thuộc thẩm quyền của Trung Hoa Dân Quốc thay vì Cộng hòa Nhân dân Trung Hoa ("Trung Quốc"), Liên Hợp Quốc coi Đài Loan là một phần của "Trung Quốc".
Mỗi mã bao gồm hai phần, cách nhau bởi dấu gạch nối. Phần đầu tiên là CN, mã ISO 3166-1 alpha-2 của Trung Quốc. Phần thứ hai là một mã chữ cái gồm hai chữ cái được chỉ định bởi Guobiao GB/T 2260 (xuất bản lần đầu năm 1991, trước ISO 3166-2, xuất bản lần đầu năm 1998).

## Mã hiện tại
Tên phân khu được liệt kê như trong tiêu chuẩn ISO 3166-2 do Cơ quan bảo trì ISO 3166 (ISO 3166/MA) công bố.
Nhấp vào nút trong tiêu đề để sắp xếp từng cột.
| Mã    | Tên phân khu (Quốc gia 1958 = ISO 7098:2015 = UN III/8 1977) | Tên phân khu (zh)                            | Phân ngành         |
| ----- | ------------------------------------------------------------ | -------------------------------------------- | ------------------ |
| CN-AH | An Huy                                                       | 安徽省 (Ānhuī Shěng)                         | tỉnh               |
| CN-BJ | Bắc Kinh                                                     | 北京市 (Běijīng Shì)                         | trung ương         |
| CN-CQ | Trùng Khánh                                                  | 重庆市 (Chóngqìng Shì)                       | trung ương         |
| CN-FJ | Phúc Kiến                                                    | 福建省 (Fújiàn Shěng)                        | tỉnh               |
| CN-GD | Quảng Đông                                                   | 广东省 (Guǎngdōng Shěng)                     | tỉnh               |
| CN-GS | Cam Túc                                                      | 甘肃省 (Gānsù Shěng)                         | tỉnh               |
| CN-GX | Quảng Tây                                                    | 广西壮族自治区 (Guǎngxī Zhuàngzú Zìzhìqū)    | khu tự trị         |
| CN-GZ | Quý Châu                                                     | 贵州省 (Guìzhōu Shěng)                       | tỉnh               |
| CN-HA | Hà Nam                                                       | 河南省 (Hénán Shěng)                         | tỉnh               |
| CN-HB | Hồ Bắc                                                       | 湖北省 (Húběi Shěng)                         | tỉnh               |
| CN-HE | Hà Bắc                                                       | 河北省 (Héběi Shěng)                         | tỉnh               |
| CN-HI | Hải Nam                                                      | 海南省 (Hǎinán Shěng)                        | tỉnh               |
| CN-HK | Hồng Kông (vi) Xianggang Tebiexingzhengqu (zh)               | 香港特别行政区 (Xiānggǎng Tèbiéxíngzhèngqū)  | đặc khu hành chính |
| CN-HL | Hắc Long Giang                                               | 黑龙江省 (Hēilóngjiāng Shěng)                | tỉnh               |
| CN-HN | Hồ Nam                                                       | 湖南省 (Húnán Shěng)                         | tỉnh               |
| CN-JL | Cát Lâm                                                      | 吉林省 (Jílín Shěng)                         | tỉnh               |
| CN-JS | Giang Tô                                                     | 江苏省 (Jiāngsū Shěng)                       | tỉnh               |
| CN-JX | Giang Tây                                                    | 江西省 (Jiāngxī Shěng)                       | tỉnh               |
| CN-LN | Liêu Ninh                                                    | 辽宁省 (Liáoníng Shěng)                      | tỉnh               |
| CN-MO | Ma Cao SAR (vi) Macau SAR (pt) Aomen Tebiexingzhengqu (zh)   | 澳门特别行政区 (Àomén Tèbiéxíngzhèngqū)      | đặc khu hành chính |
| CN-NM | Nội Mông (mn)                                                | 内蒙古自治区 (Nèi Ménggǔ Zìzhìqū)            | khu tự trị         |
| CN-NX | Ninh Hạ                                                      | 宁夏回族自治区 (Níngxià Huízú Zìzhìqū)       | khu tự trị         |
| CN-QH | Thanh Hải                                                    | 青海省 (Qīnghǎi Shěng)                       | tỉnh               |
| CN-SC | Tứ Xuyên                                                     | 四川省 (Sìchuān Shěng)                       | tỉnh               |
| CN-SD | Sơn Đông                                                     | 山东省 (Shāndōng Shěng)                      | tỉnh               |
| CN-SH | Thượng Hải                                                   | 上海市 (Shànghǎi Shì)                        | trung ương         |
| CN-SN | Thiểm Tây                                                    | 陕西省 (Shǎnxī Shěng)                        | tỉnh               |
| CN-SX | Sơn Tây                                                      | 山西省 (Shānxī Shěng)                        | tỉnh               |
| CN-TJ | Thiên Tân                                                    | 天津市 (Tiānjīn Shì)                         | trung ương         |
| CN-TW | Đài Loan                                                     | 台湾省 (Táiwān Shěng)                        | tỉnh               |
| CN-XJ | Tân Cương                                                    | 新疆维吾尔自治区 (Xīnjiāng Wéiwú'ěr Zìzhìqū) | khu tự trị         |
| CN-XZ | Tây Tạng                                                     | 西藏自治区 (Xīzàng Zìzhìqū)                  | khu tự trị         |
| CN-YN | Vân Nam                                                      | 云南省 (Yúnnán Shěng)                        | tỉnh               |
| CN-ZJ | Chiết Giang                                                  | 浙江省 (Zhèjiāng Shěng)                      | tỉnh               |

## Các phân ngành được bao gồm trong ISO 3166-1
Bên cạnh việc được đưa vào như các phân khu của Trung Quốc trong ISO 3166-2, Đài Loan, Hồng Kông và Macao cũng chính thức được gán mã quốc gia của riêng họ trong 3166-1
| Mã    | Thực thể  | Tên phân khu (tuyên bố của Trung Quốc)                     | Tên ISO 3166-1                 | Mã ISO 3166-2 |
| ----- | --------- | ---------------------------------------------------------- | ------------------------------ | ------------- |
| CN-HK | Hồng Kông | Hồng Kông SAR (vi) Xianggang Tebiexingzhengqu (zh)         | Hồng Kông                      | ISO 3166-2:HK |
| CN-MO | Ma Cao    | Ma Cao SAR (vi) Macau SAR (pt) Aomen Tebiexingzhengqu (zh) | Ma Cao                         | ISO 3166-2:MO |
| CN-TW | Đài Loan  | Đài Loan                                                   | Đài Loan (tỉnh của Trung Quốc) | ISO 3166-2:TW |

Trong ISO 3166-1, Đài Loan được liệt kê dưới tên quốc gia "Đài Loan, Tỉnh của Trung Quốc"

## Thay đổi
Các thay đổi sau đây cho mục đã được công bố trong các bản tin của ISO 3166/MA kể từ lần xuất bản đầu tiên của ISO 3166-2 vào năm 1998:
| Bản tin        | Ngày xuất bản | Mô tả về sự thay đổi trong bản tin                                                                      | Thay đổi mã/phân ngành               |
| -------------- | ------------- | --- | ------------------------------------ |
| Newsletter I-2 | 2002-05-21    | Bổ sung một thực thể mới. Đặc điểm kỹ thuật chính xác và sửa tên bính âm. Danh sách nguồn được cập nhật | Phân khu được thêm vào: CN-92 Ma Cao |
| Newsletter I-6 | 2004-03-08    | Xóa một mẫu tên trong CN-15                                                                             |                                      |

Các thay đổi sau đây cho mục nhập được liệt kê trên danh mục trực tuyến của ISO, Nền tảng duyệt trực tuyến:
| Ngày thay đổi có hiệu lực | Ngày thay đổi có hiệu lực (vi) | Thay đổi mã/phân ngành |
| ------------------------- | --- | --- |
| 2017-11-23                | Thay đổi mã phân khu thay đổi tên phân ngành của CN-NM, CN-GX, CN-XZ, CN-NX, CN-XJ, CN-BJ, CN-TJ, CN-SH, CN-CQ, CN-HE, CN-SX, CN -LN, CN-JL, CN-HL CN-JS, CN-ZJ, CN-AH, CN-FJ, CN-JX, CN-SD, CN-HA, CN-HB, CN-HN, CN-GD, CN-HI, CN-SC, CN-GZ, CN-YN, CN-SN, CN-GS, CN-QH, CN-TW, CN-HK, CN-MO thêm chú thích trong ngoặc đơn vào tên phân mục cho CN-HK, CN-MO bằng tiếng Anh bổ sung khu vực CN-MO trong tiếng Bồ Đào Nha cập nhật nguồn mã cập nhật nguồn danh sách | Thay đổi mã phân khu: CN-11 → CN-BJ CN-12 → CN-TJ CN-13 → CN-HE CN-14 → CN-SX CN-15 → CN-NM CN-21 → CN-LN CN-22 → CN-JL CN-23 → CN-HL CN-31 → CN-SH CN-32 → CN-JS CN-33 → CN-ZJ CN-34 → CN-AH CN-35 → CN-FJ CN-36 → CN-JX CN-37 → CN-SD CN-41 → CN-HA CN-42 → CN-HB CN-43 → CN-HN CN-44 → CN-GD CN-45 → CN-GX CN-46 → CN-HI CN-50 → CN-CQ CN-51 → CN-SC CN-52 → CN-GZ CN-53 → CN-YN CN-54 → CN-XZ CN-61 → CN-SN CN-62 → CN-GS CN-63 → CN-QH CN-64 → CN-NX CN-65 → CN-XJ CN-71 → CN-TW CN-91 → CN-HK CN-92 → CN-MO |
| 2018-11-26                | Sửa nhãn hệ thống roman hóa | |